# Újszájúak
Az újszájúak (Deuterostomia) a kétoldali szimmetriájú állatok (Bilateria) Eubilateria csoportjának egyik kládja.

## Megjelenésük, felépítésük
Központi idegrendszerük hosszanti idegtörzsei jellemzően a háti (dorzális) oldalon húzódnak.

## Életmódjuk, élőhelyük
Megtermékenyített petesejtjük (a zigóta) jellemzően radiális barázdálódással fejlődik. Az embrionálódás bélcsíra (gastrula) fejlődési szakaszában kialakuló korai testnyílásuk, az ősszáj (blasztopórus) e csoport kifejlett állataiban végbélnyílássá alakul, szájnyílásuk pedig a test ellenkező pólusán megnyíló újszáj lesz.
A másodlagos testüreget (eucölóma) létrehozó testüregzacskóik az embrionális bélről (archenteron) fűződnek le — ez a jelenség az enterocölia.

## Rendszertani felosztásuk
A csoportot két fő ágra tagolják.
1. Ambulacraria főtörzs két törzzsel:
- Félgerinchúrosok (Hemichordata) (3 osztály)
- Tüskésbőrűek (Echinodermata)
  - nyeletlen tüskésbőrűek (Eleutherozoa)

- - nyeles tüskésbőrűek (Pelmatozoa)
  - †Homalozoa (kihaltak)

2. Gerinchúrosok (Chordata) főtörzse három törzzsel:
- Előgerinchúrosok (Urochordata)
- Fejgerinchúrosok (Cephalochordata)
- Gerincesek (Vertebrata)

A kambrium elején kifejlődött, de még abban az időszakban ki is halt †Vetulicolia törzs (főtörzs?) besorolása bizonytalan; egyesek a gerinchúrosok altörzseként rendszerezik.
Korábban ide sorolták a nyílférgek (Chaetognatha) törzsét is, a legújabb filogenetikus rendszertan azonban már az ősszájúak csoportjába helyezi őket.
Hasonképpen ide sorolták a Xenoturbella törzset is (a Xenoturbellida nem mindössze két fajával). Ezeket genetikai alapon, az örvényférgek két rendjéből elkülönített Acoelomorpha törzzsel együtt egy új, Xenacoelomorpha nevű főtörzsbe tették át. E koncepció értelmében a Xenacoelomorpha már az ős- és újszájúak különválása előtt elkülönült az állatvilág többi részétől.